# Rafnia retroflexa
Rafnia retroflexa är en ärtväxtart som beskrevs av Carl Peter Thunberg. Rafnia retroflexa ingår i släktet Rafnia och familjen ärtväxter. Inga underarter finns listade i Catalogue of Life.